# Кубинская епископальная церковь
Епископальная церковь Кубы (исп. Iglesia Episcopal de Cuba) — епархия Епископальной Церкви США. В состав епархии входит вся Куба. С 1966 по 2020 управлялась Архиепископом Кантерберийским.

## История
Епископальная церковь Кубы ведет свое формальную историю с 1901 года, когда Палата епископов ECUSA учредила Миссионерский округ Кубы под юрисдикцией председательствующего епископа.
В 1966 году Палата епископов ECUSA вывела Кубинскую епархию из ассоциации ECUSA после Кубинской революции 1959 года, которая осложнила общение и поездки между церквями. После 1966 года Кубинская церковь находилась под контролем Митрополичьего совета предстоятелей Англиканской церкви Канады и Церкви провинции Вест-Индия по поручению архиепископа Кентербери. На протяжении всего периода епархия оставалась в полной англиканской общине.
ECUSA проголосовала на своем Генеральном съезде 2018 года за повторное принятие епархии.
Внутренние разногласия по ряду вопросов, включая возможность воссоединения с Епископальной церковью в Соединенных Штатах (ECUSA) и избрание преемника епископа Переры, привели к длительному периоду нестабильности внутри Епископальной церкви Кубы Иглесиа, которая оказалась не в состоянии избрать епископа в течение многих лет. Епископ Мигель Тамайо Сальдивар, уроженец Кубы, который переехал в Уругвай, чтобы служить миссионером и впоследствии стал епископом Уругвая в Англиканской церкви Судамерики (ранее Англиканская церковь Сур-де-лас-Америкас), был назначен временным епископом в 2005 году.
После ряда попыток решить проблему, Митрополичий совет в феврале 2007 года назначил каноника Нерву Кот Агилеру и Улисеса Марио Агуэро Прендеса епископами-суфражистами Епископальной церкви Кубы Иглесии для осуществления пастырского надзора под руководством епископа Тамайо. Они были посвящены 10 июня 2007 года. Кот Агилера была первой женщиной, назначенной англиканским епископом в Латинской Америке. Она выразила готовность рукоположить священнослужителей, являющихся открытыми геями и лесбиянками. После непродолжительного выхода на пенсию, Кот Агилера внезапно скончалась 10 июля 2010 года после непродолжительной борьбы с тяжелой анемией. Ей был 71 год.
Епископ Тамайо усердно работал над устранением разногласий внутри епархии, но неоднократные попытки избрать его преемника в конечном итоге потерпели неудачу. После заявления епископа Тамайо в 2009 году о своем желании уйти в отставку (чтобы сосредоточиться на своем служении в Уругвае перед ожидаемым выходом на пенсию в 2012—2013 годах) и дальнейших безрезультатных выборов ответственность за назначение снова перешла к Митрополичьему совету, который в январе 2010 года назначил Гризельду Дельгадо Дель Карпио коадьютором епископа (помощником епископа с правом наследования). Она была рукоположена в сан епископа 7 февраля 2010 года, а после отставки епископа Тамайо была назначена епархиальной 28 ноября 2010 года.
На заседании Епархиального синода в марте 2015 года, после решения ECUSA и Епископальной церкви Кубы Иглесии о восстановлении дипломатических отношений, было решено предпринять шаги по официальному включению Кубинской церкви в Епископальную церковь в Соединенных Штатах. Была сформирована комиссия для рассмотрения того, какие процессы потребуются для достижения воссоединения, и ожидалось, что Генеральная конвенция рассмотрит этот вопрос в 2018 году
В июле 2018 года на 79-м Генеральном съезде епископов и Палата епископов, и Палата депутатов единогласно проголосовали за повторное принятие Епископальной церкви Кубы в ECUSA в качестве епархии провинции II (также называемой Атлантическая провинция), в которую входят епархии Нью-Йорка и Нью-Джерси в США, Гаити и Виргинских островов.

## Епископы Кубы
| Епископ Кубы | Имя                      | Даты      |
| ------------ | ------------------------ | --------- |
| 1-й          | Альбион В. Найт          | 1905-1913 |
| 2-й          | Хирам Р. Халс            | 1915-1938 |
| 3-й          | Александр Х. Бланкингшип | 1939-1961 |
| 4-й          | Ромуальдо Гонзалес       | 1961-1966 |
| 5-й          | Хосе А. Гонсалес         | 1967-1982 |
| 6-й          | Эмилио Эрнандес          | 1982-1992 |
| 7-й          | Хорхе Переро             | 1994-2003 |
| Временный    | Хулио Ольгин             | 2004      |
| Временный    | Мигель Томайо            | 2005-2010 |
| 8-й          | Гизель дель Каприо       | С 2010    |